# Kharkiv Titans
I Kharkiv Titans sono stati una squadra di football americano di Charkiv, in Ucraina.

## Dettaglio stagioni

### Tornei nazionali

#### Campionato

##### Campionato ucraino
| Stagione | regular season | regular season | regular season | regular season | regular season | regular season | playoff | playoff | playoff | playoff | playoff | playoff                           | playoff    |
|          | Vin            | Par            | Per            | Tot            | PF             | PS             | Vin     | Per     | Tot     | PF      | PS      | risultato                         | avversaria |
| -------- | -------------- | -------------- | -------------- | -------------- | -------------- | -------------- | ------- | ------- | ------- | ------- | ------- | --------------------------------- | ---------- |
| 2000     | 2              | 0              | 6              | 8              | 115            | 207            | 0       | 1       | 1       | 2       | 14      | Finalisti Coppa della Federazione | Kiev Slavs |
| Totale   | 2              | 0              | 6              | 8              | 115            | 207            | 0       | 1       | 1       | 2       | 14      |                                   |            |

Fonti: Enciclopedia del Football - A cura di Roberto Mezzetti